# Glasmuseum Spiegelberg
Das Glasmuseum Spiegelberg befindet sich im Rathaus der Gemeinde Spiegelberg, Rems-Murr-Kreis, im Naturpark Schwäbisch-Fränkischer Wald. Seit Oktober 2022 ist es wegen Umbauarbeiten bis auf weiteres geschlossen.

## Geschichte

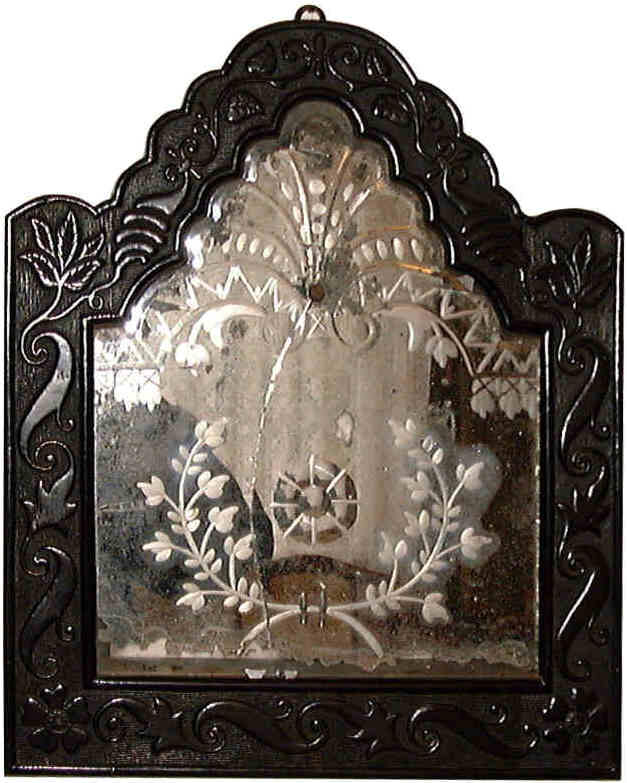
Spiegel der Glashütte Spiegelberg, 18. Jahrhundert

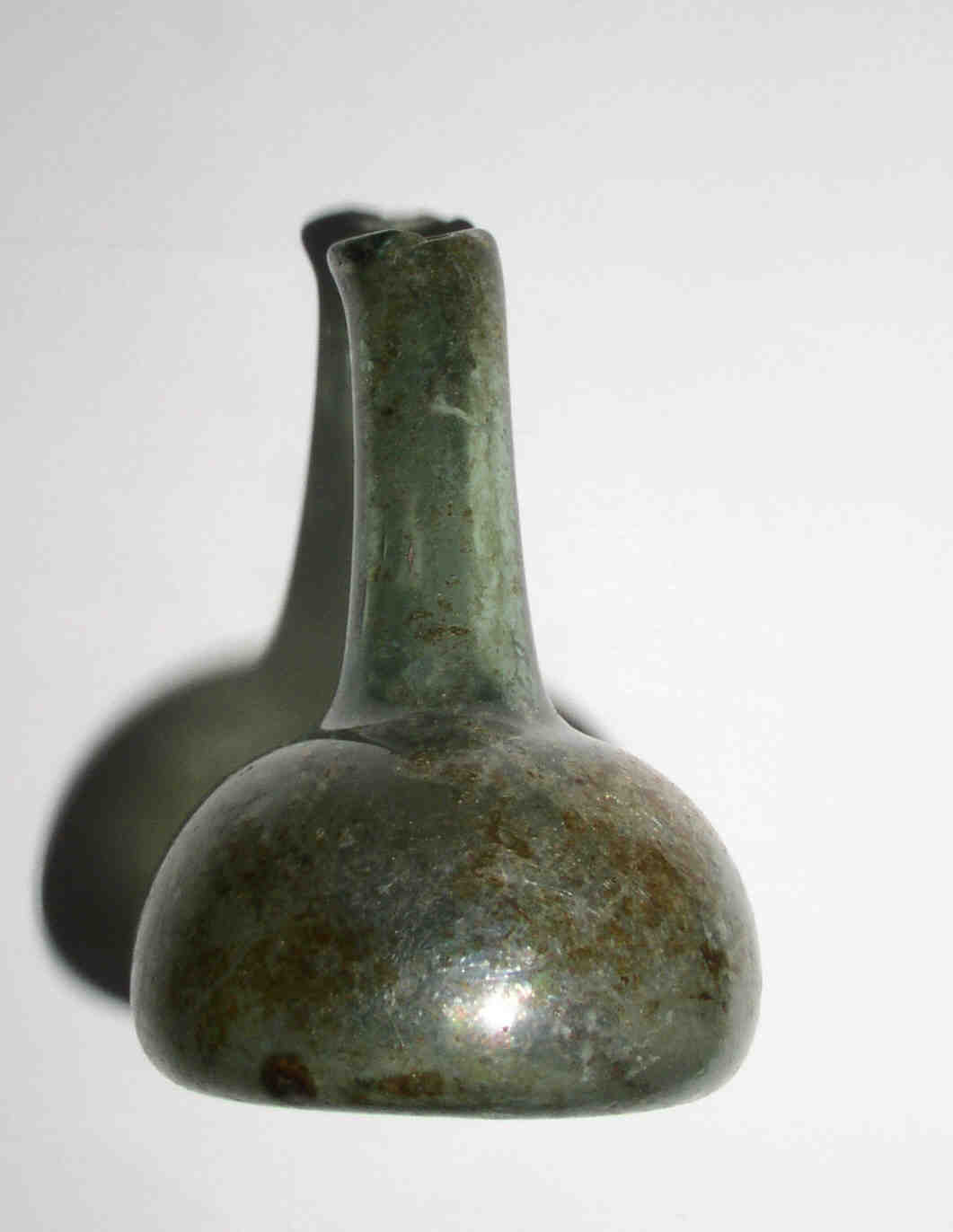
Blätterlein – Apothekerfläschchen aus dem 17. Jahrhundert

Anlässlich des Jubiläums „300 Jahre Spiegelberg“ im Jahre 2005 wurde im Rathaus eine Glasausstellung eröffnet, welche die Geschichte der Glashütten im Schwäbisch-Fränkischen Wald darstellte. Aufgrund der großen Resonanz wurde die Ausstellung weiterentwickelt und dauerhaft als Glasmuseum eingerichtet.
Träger des Museums ist die Gemeinde Spiegelberg. Der Ort Spiegelberg wurde 1705 als Spiegelhütte gegründet. Eine Zweigstelle dieser Glashütte war die Neuhütte im Joachimstal, heute Gemeinde Wüstenrot, Landkreis Heilbronn.

## Konzept
Thematischer Schwerpunkt des Museums ist die Geschichte der Waldglas-Herstellung im Schwäbisch-Fränkischen Wald. Vom 15. bis zum 19. Jahrhundert existierten 25 Glashütten in den Löwensteiner Bergen, dem Mainhardter Wald und dem Welzheimer Wald. Gezeigt werden Originalfunde von alten Glashüttenstandorten – komplette Gläser sowie Fragmente, die durch Repliken ergänzt werden. Die Glasherstellung wird erläutert und am Modell eines Glasofens anschaulich dargestellt. Besonderheiten der Ausstellung sind ein original erhaltener Spiegel aus der Spiegelberger Manufaktur sowie Chevron-Perlen, die in einer benachbarten Glashütte gefunden wurden.
Die Ausstellung zeigt außerdem die ganze Vielfalt des Glases: Lithyalin, Bauernsilber, Millefiori und vieles mehr.
Ergänzend finden Sonderausstellungen mit jährlich wechselnden Themen statt, u. a. 2017 „Glanzstücke“ (Werkschau des Kristallglasherstellers Joh. Oertel & Co.), 2013 Millefiori – Tausend Blüten in Glas, 2011 Altes Waldglas – Junges Farbglas sowie 2008 zum Thema Spiegel.